# Гнилички

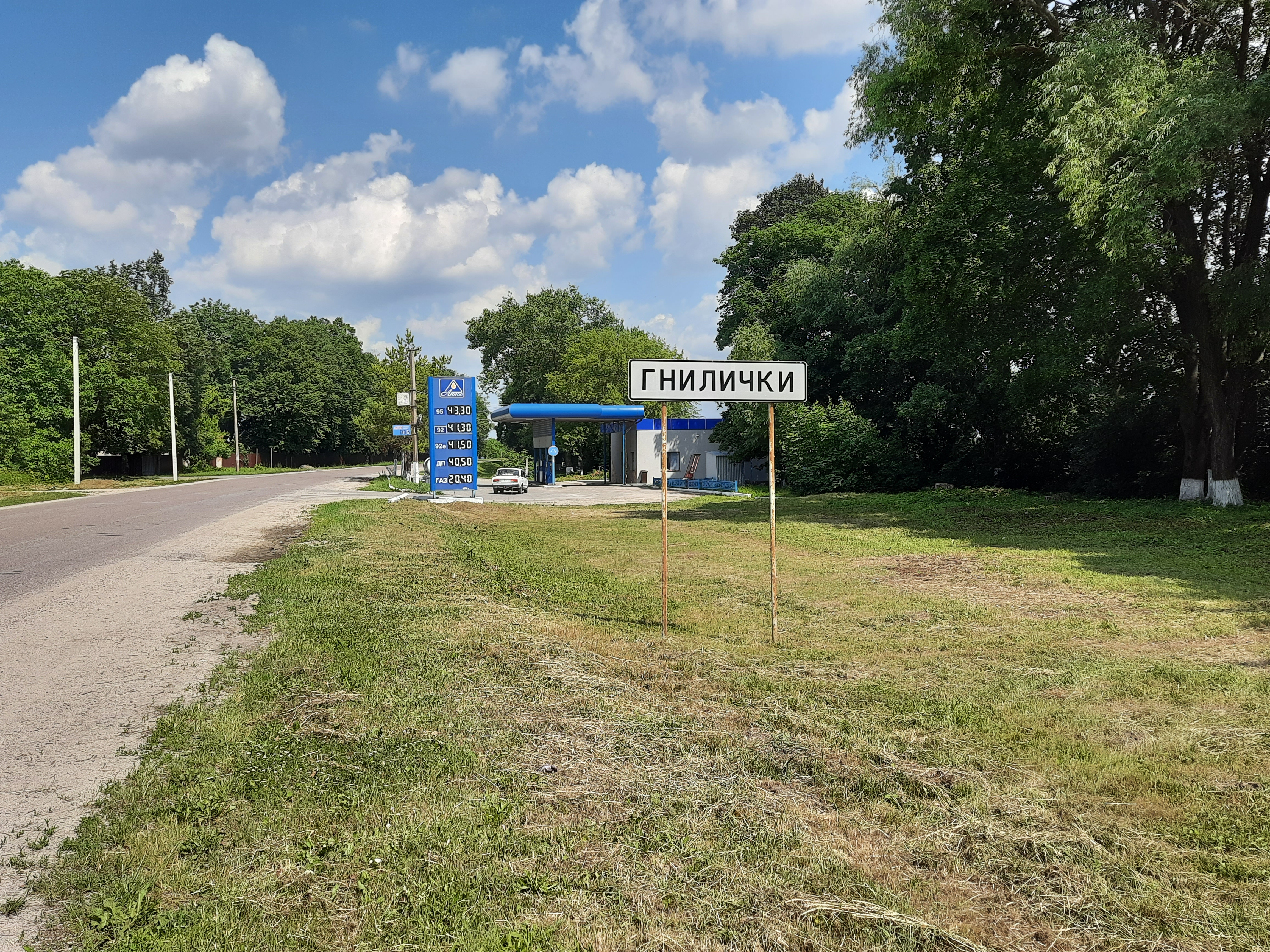
Дорожній знак при в'їзді в село

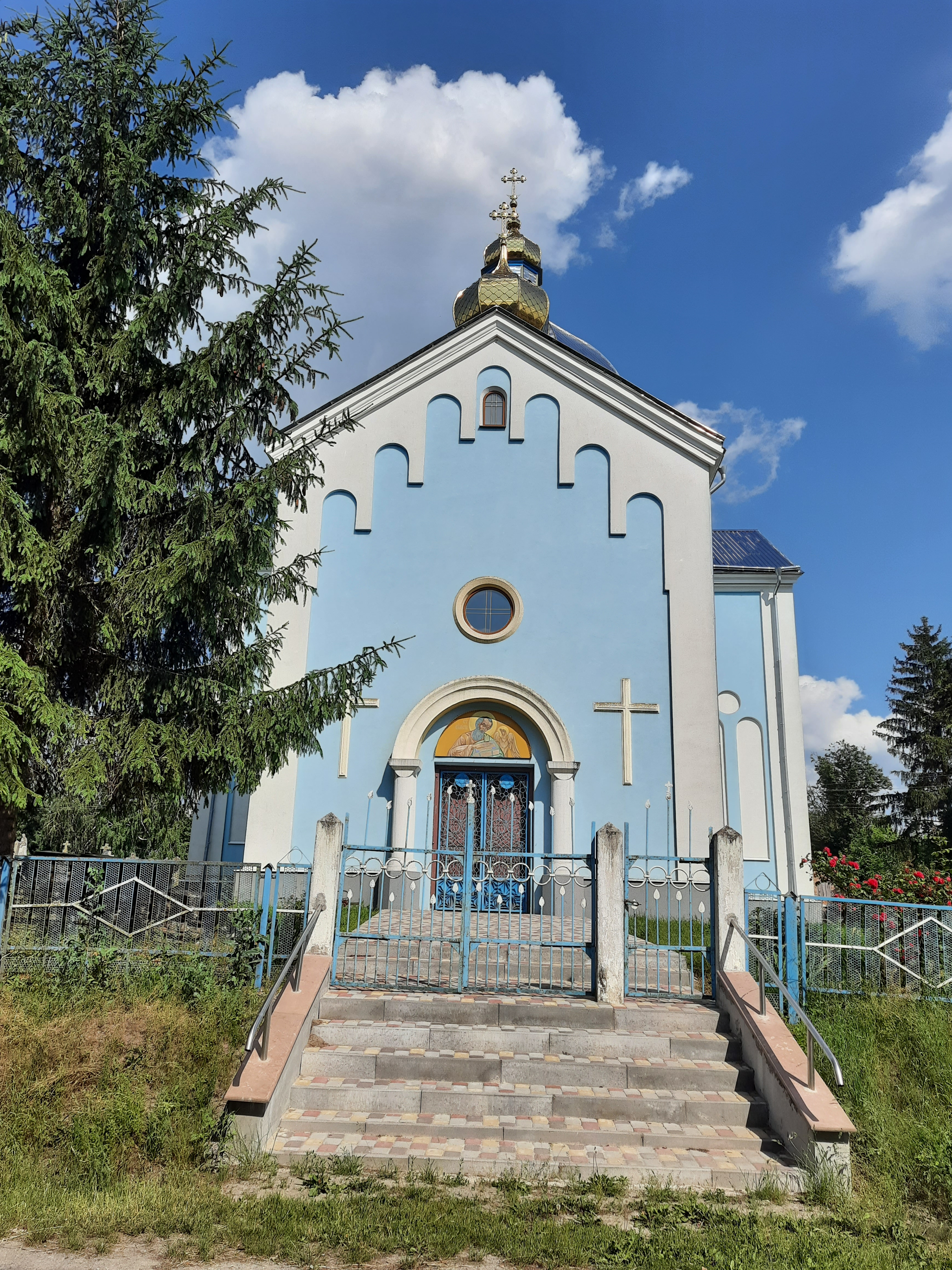
Церква святого апостола і євангеліста Іоана Богослова (1886; ПЦУ)

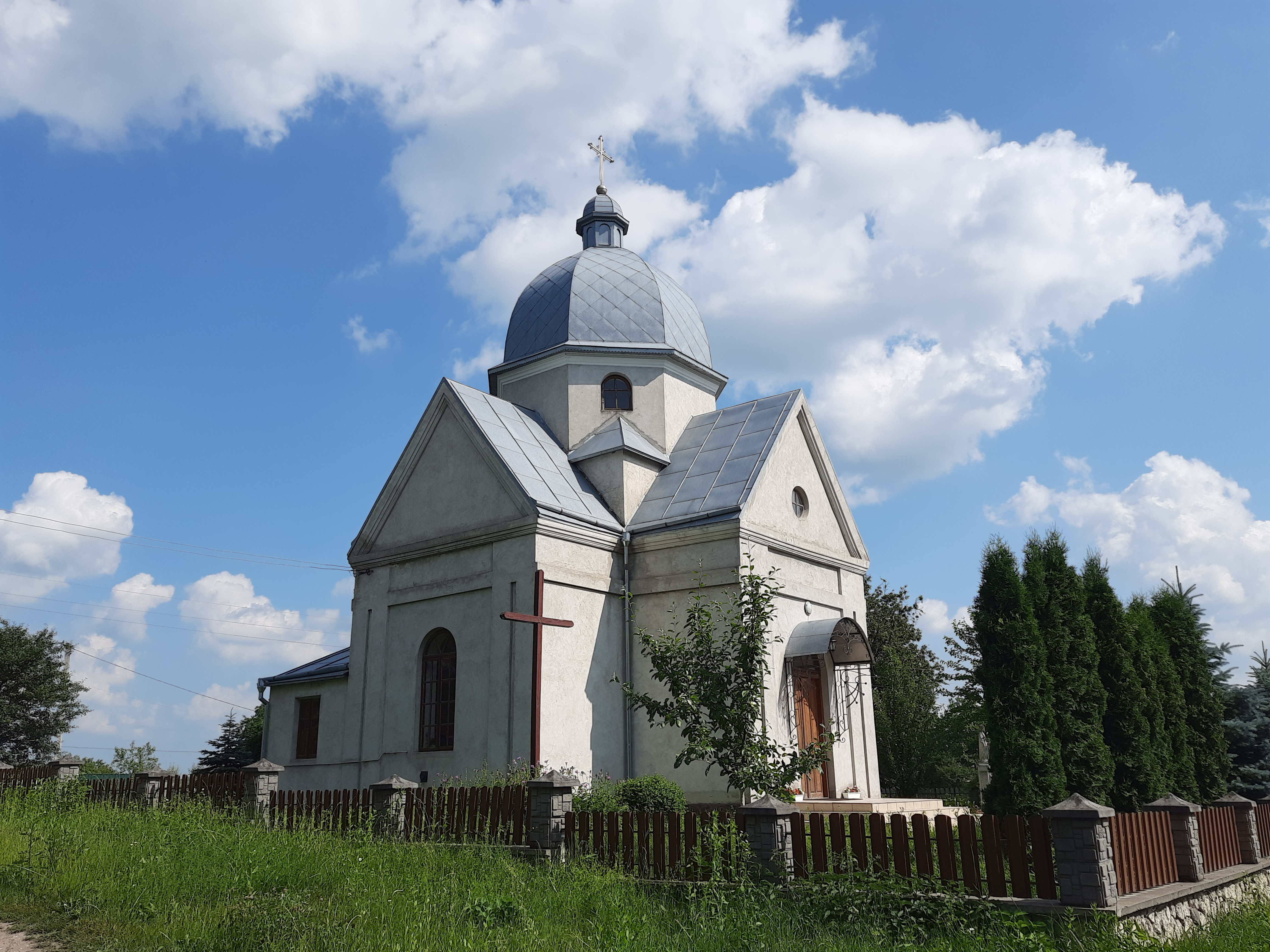
Церква святого апостола Івана Богослова (2004; УГКЦ)

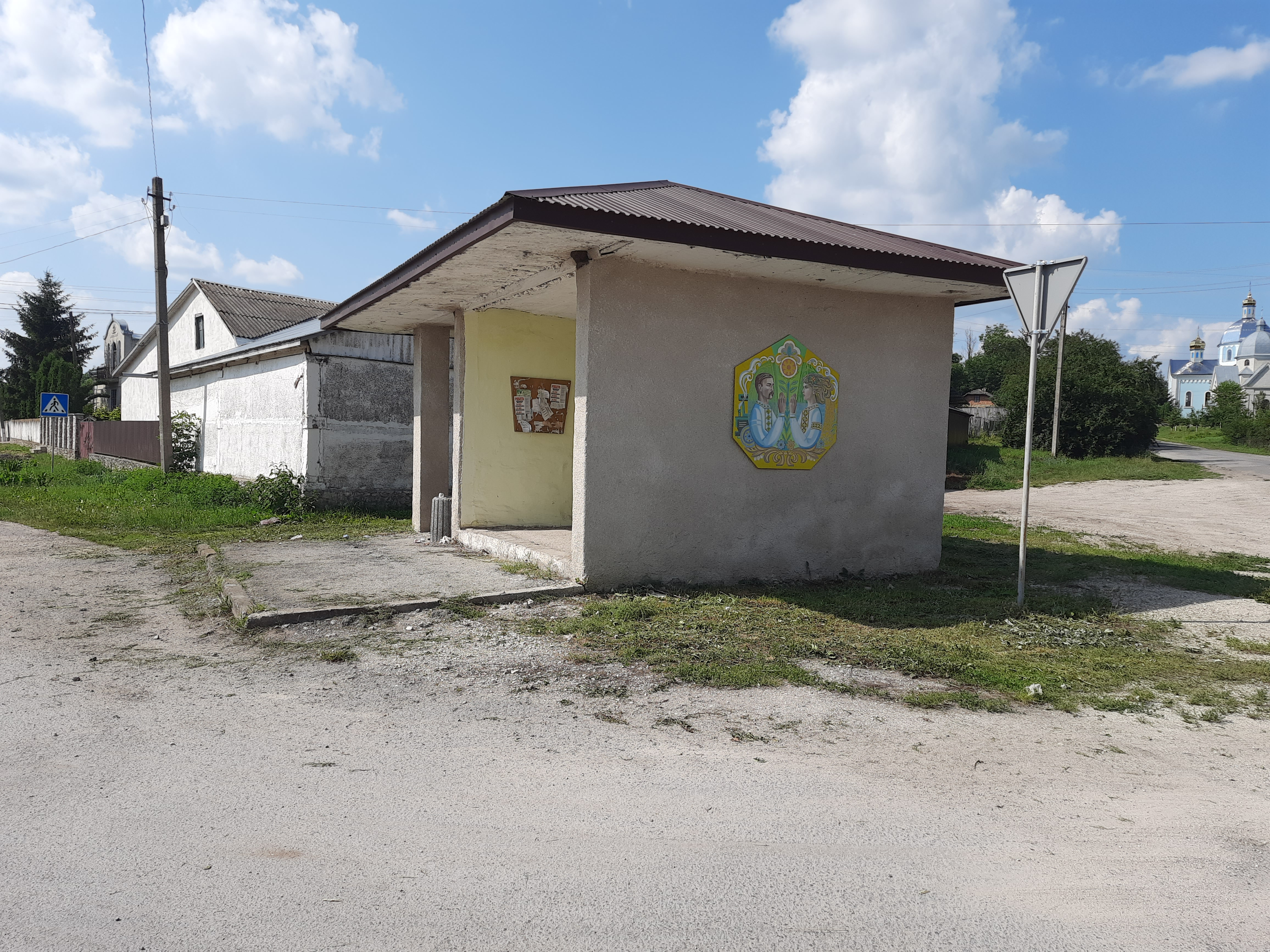
Автобусна зупинка

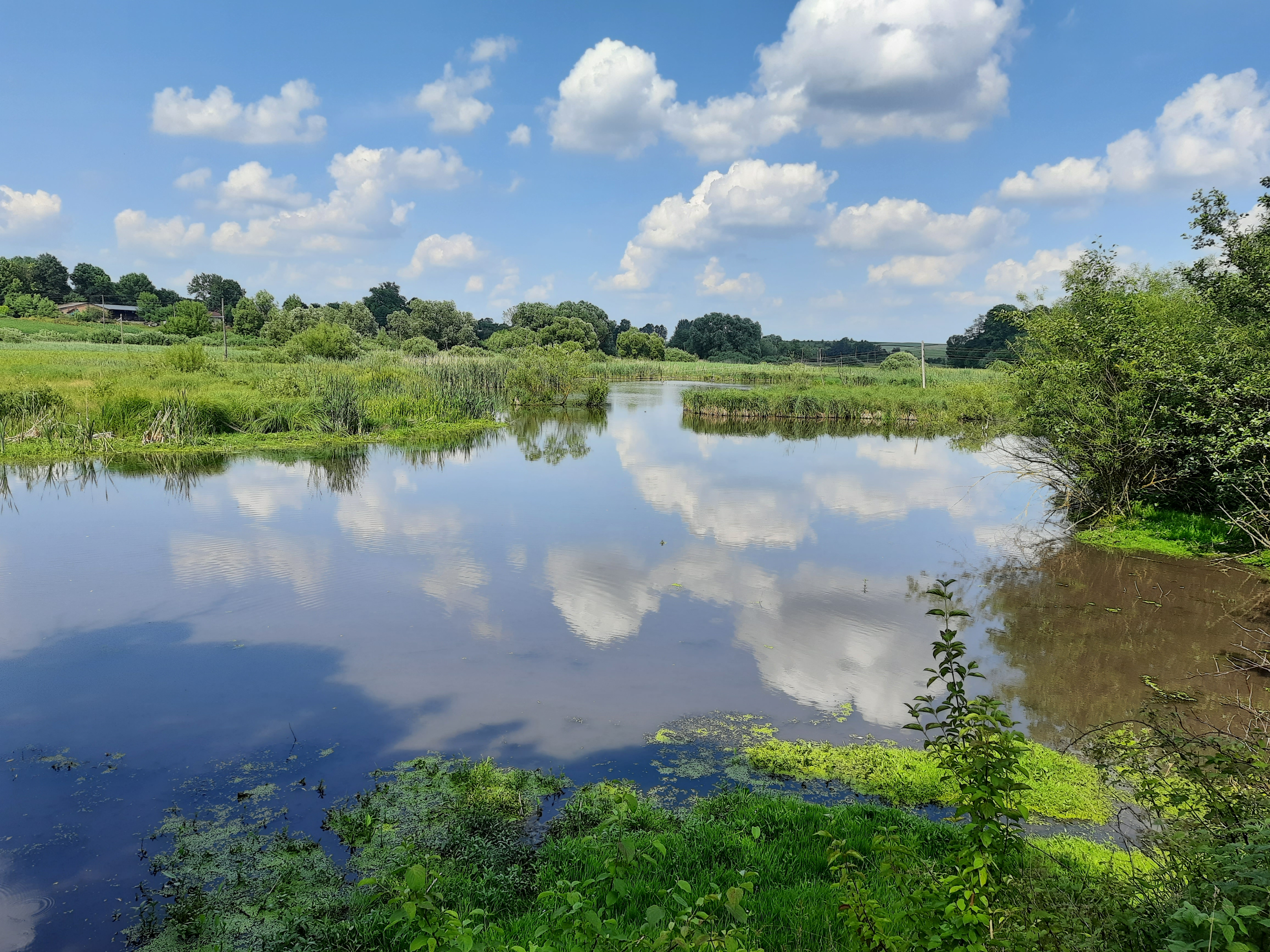
Ставок біля села

Гнили́чки — село в Україні, у Скориківській сільській громаді Тернопільського району Тернопільської области.  До 2015 року підпорядковане Новосільській сільській раді.
Від липня 2015 року ввійшло у склад Новосільської сільської громади. Від 2020 у складі Скориківської сільської громади. Розташоване на сході району.
Населення — 404 особи (2001).

## Географія
Через село тече річка Гниличка, ліва притока Самчика.

## Населення

### Мова
Розподіл населення за рідною мовою за даними перепису 2001 року:
| Мова       | Кількість | Відсоток |
| ---------- | --------- | -------- |
| українська | 404       | 100%     |

## Історія
Після скасування панщини[уточнити] село залишилось без фільварку, вся земля була передана в руки селян. У 1848 року земля була розділена, але вже у 1880-х роках були багатші й бідніші селянські господарства, бо закони Австрійської держави були такі, що голова господарства на одну дитину виділяв половину свого майна, а другу половину розділяв не одномірно поміж іншими дітьми (яких було 2-10). Тим самим в селі зародилась біднота.
У 1882 році москвофіл о. Іван Наумович пообіцяв жителям Гнилички призначити православного священика, через це багатьох мешканців звинувачено в переході на православ'я, що за часів Австро-Угорщини вважали державною зрадою (насправді у селі не було жодного православного).
Хоча ще в той час в селі не було школи, але вже було понад 20 господарів, що вміли читати кирилицю. Першу школу побудували 1888 р. Першим учителем був Чирський, до школи почав організовувати не тільки ту молодь, котра належала по своїх роках, але навіть старших понад 14 літ, котрі також почали ходити до школи. Діяли товариства «Просвіта», «Сільський господар», «Союз українок», «Луг», кооператив.
З цього часу і до початку ХХ століття на Поділю побував наш поет-каменяр Іван Якович Франко, а також був у Новім селі. Громадянство було пройняте ідеями поета-революціонера Івана Франка, а наше село зокрема стало прогресивним. Уже до першої світової війни в нашому селі був зорганізований аматорський гурток котрий відіграв вистави І. Франка «Украдене щастя» та Квітки-Основ'яненка «Сватання на Гончарівці» і концерт на честь роковин Т. Г. Шевченка.

### Історія духового оркестру села Гнилички
Світова і польська війна перешкодила подальшому розвитку освітнього життя, однак зараз після війни західні землі України були прилученні до Польщі, у той час ріст молоді почав знову братись до освітнього життя, однак тодішня інтелігенція не допущена була до роботи в Польській державі, тому прогресивні інтелігенти почали працювати на ниві освітньо-кооперативного життя.
В той час на початку 1929 р. в Новосільщину прибув зубний лікар Кокдиньский Андрій, цей лікар крім своєї спеціальності ще був музикантом і умів грати на кількох інструментах, а також знав ноти, почав цікавитися окружними селами Новосільщини, де було б можна втілити свій музичний талант. На початку місяця вересня 1929 р. він зібрав збори селян с. Гнилички та пояснив свої зауваження, що в с. Гнилички є аматорський гурток під керівництвом Ярослава Довганя, хор під керівництвом Григорія Осадчука, комітет будови Народного дому, то до цього як то було гарно, коли б ми зорганізували духовий оркестр.
Вправді в цей час у Польській державі якраз настала господарська криза, ціни на зерно впали з 50 зол. до 17 зол. за 1 центнер. За оркестр треба було заплатити 2710 зол. або 170 центнерів пшениці, на таку суму не було багато охочих, однак перші охочі були заможні селяни.
До тих перших ініціаторів належали такі громадяни:
1. Харкавий Андрій 25 зол.
2. Довгань Ярослав 25
3. Луб'янський Павло 25
4. Ратушовий Костянтин 25
5. Рудик Михайло 25
6. Осадчук Григорій 25
7. Зозуля Іван 25
8. Проник Михайло 25
9. Литвин Володимир 25
10. Яроцький Марко 25

В тих людей була думка солідарності і запросили до свого гуртка більше музичних людей, без різних соціально-економічних обставин, котрі в цей час були в Польській державі:
1. Литвина Онофрея 10 зол.
2. Возьного Василя 5
3. Зазулю Степана 10
4. Снігура Якова 20
5. Яроцького Івана 10
6. Вавруха Теодора 10.

На зборах об'єднались в одне музичне товариство. І вислали до Львова на закуп інструментів диригента-організатора доктора Кокодинського Андрея і Возьного Василя. У Львові виплатили готівкою 710 зол., а 2000 зол. підписали векслі Харкавий Андрій, Возьний Василь і жирував доктор Кокодинський Андрей. 27 вересня 1929 року привезли інструменти до хати Андрея Харкавого. Перші збори зробили й обрали управу гуртка. Головою обрали Харкавого Андрея, диригентом доктор Кокодинський Андрей і кастром Возьного Василя.
Слід сказати, що Яремчука Ізидора прийняли до складу оркестри без грошей, так як він був 14 літнім хлопцем і круглим сиротою, тож зразу він бив на лінслі, пізніше грав на корнеті, а згодом грав ролі у виставах, так з сільського духового оркестру став артистом оперного театру нашої столиці м. Києва. Можна пізнати при розподілі фінансів на закуп інструментів багатіші підписали по 25 доларів, були по 10 −8 −5, а Яремчук нічого не давав як сирота без грошей. При розподілі інструментів то було без різниці, скільки хто вложив, чи інструмент коштував 130 золотих чи 500 золотих, то він називався наш спільний інструмент, наша спільна власність, кожний слідив — як хто утримує інструмент.
Хату для навчання відпустила старенька жінка Бородавчук Паранька, і протягом одного місяця ми вже грали марш «Дівка в сінях стояла» і вальс «Маєва нічка».
Як відомо всім українцям що на Україні здавна прийнято в пізню осінь молодь справляє Андріївський вечір, а що наш керівний апарат як і диригент, а також голова нашого гуртка носять ім'я Андрея, то нас кілька наполягали, щоби навчитись «Многая літа». І ми в числі 16 чоловік вночі прибули до хати Харкавого А., зробили несподіванку і відіграли «Многая літа» і також пішли до Нового села відіграли «Многая літа» Кокодинському, так як він теж носить ім'я Андрія.
Наша оркестра села Гниличок прищепила в людей заохоту до музики не тільки в рідному селі, але в навколишніх селах. Наша оркестра вперше виступала на кооперативному святі в повітовім місті Збараж 29/11 1930 року, в той час вона була першою у Збаразькому повіті.
Однак це не подобалось підсудникам і в жовтню місяці 1930 року зіслали в село Гнилички уланів, котрі тяжко побили селян (а також поламали інструменти духового оркестру), найтяжче потерпіли такі оркестранти: Харкавий Андрей, Осадчук Григорій, Луб'янський Павло, Ваврух Теодор, Рудик Михайло. Треба сказати правду, що в нашому селі був сильний дух нашого поета революціонера Івана Франка, що в єдності, сила народу, і ніхто не знайшов сили щоби розбити ту спільну єдність людей, у правді не було гордості в сильніших економічно, а також не було заздрості в бідніших до сильніших.
Не зважаючи на таку важку кару зі сторони уряду польської держави наше громадянство ще більше одержало запал скликати збори громадян, як робити далі, всі громадяни з завзяттям зложили датки на закуп нових інструментів духового оркестру. Жертви складали не тільки оркестранти, а і сторонні люди з нашого села та сусідських сіл, на знак пошани нашого сильного духу: «Наша дума наша пісня не вмре не загине». 17 лютого 1931 року оркестранти мене висилають до Львова для закупу нових інструментів і так гурток оркестри був зорганізований поновно під керівництвом Кокодиньського Андрія, як і в час навчання гри на інструментах рівно ж підготував на місце диригента з-поміж нашого гуртка Осадчука Григорія Івановича.
З 1939 р. наша духова оркестра стала в новий шлях життя і заграла мелодії радянських композиторів. У 1944 році наша оркестра була зорганізована під керівництвом Осадчука Григорія і пішла з інструментами в Червону армію де підтримувала дух і бадьорість наших воїнів.
Після війни знов у селі організовано з нових сил оркестрантів. 7.01 1946 року оркестр брав участь на першім з'їзді передовиків сільського господарства в обласнім центі м. Тернополі. В подальшому наш диригент Осадчук Григорій вибув з нашого села і керівником оркестри зараз завідувач клубу Зозуля Євген Ількович, котрий зорганізував поповнення музикантів з молодих людей. Наш оркестральний колектив бере участь в районних фестинах молоді, в державних святах вшануванню пам'яті знатних людей.
Оркестр села Гниличок вже існує 37 років 27.09 1966 року і я як засновник бажаю дійти до нашої мети вільної держави.
1966 рік Возьний Василь.
12 червня 2020 року, відповідно до розпорядження Кабінету Міністрів України  № 724-р «Про визначення адміністративних центрів та затвердження територій територіальних громад Тернопільської області», село увійшло до складу Скориківської селищної громади.
19 липня 2020 року в результаті адміністративно-територіальної реформи та ліквідації Підволочиського району, село увійшло до складу новоствореного Тернопільського району.

## Пам'ятки
- церква святого апостола і євангеліста Іоана Богослова (1886; ПЦУ);
- церква святого апостола Івана Богослова (2004; УГКЦ);
- капличка (2004).

## Пам'ятники
Встановлено пам'ятні знаки:
- на честь скасування панщини
- боротьби за тверезість
- пам'ятник Францу-Йосифу на цвинтарі.

## Соціальна сфера
Діють клуб, бібліотека, кімната-музей історії села.

## Відомі люди

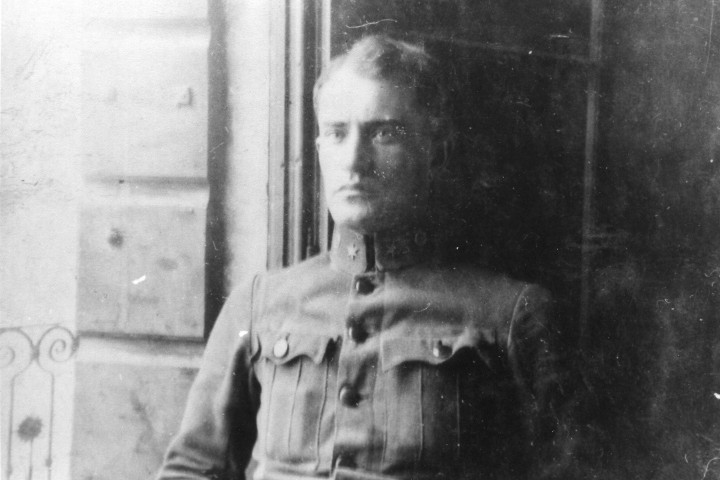
Фото Гр. Стецюка під час служби в австрійській армії.

### У Гниличках народилися
- Неоніла-Наталка Бутера (до шлюбу Трач; 06.10.1926 — 06.10.1976, м. Торонто, Канада) — громадська діячка. Закінчила Тернопільську українську гімназію (1944), навчалася на медичному факультеті у Львові, Мюнхенськім університеті (Німеччина), емігрувала до Канади, де займалася культурно-освітньою та громадською діяльністю. Авторка публікацій у пресі, зокрема спогадів про Тернопільську гімназію.
- літератор, о. В. Пилипчук.
- Василь Стецюк  - класичний філолог і педагог(1910—1975), дійсний член НТШ (довголітній секретар його Гол. Ради).
- Стецюк Григорій (13 жовтня 1890 — 1948) — журналіст, сотник УГА, випускник Франкфуртського університету (1926), головний редактор півтижневика Наш Прапор" у Львові (1938—1939) і газети для українських робітників у Німеччині «Вісті» (1942—1944) у Берліні, перебував на засланні з митрополитом Сліпим в Маріїнську.
- Стецюк Григорій Йосипович
- Володимир Ковцун «Владзьо» [Архівовано 14 серпня 2021 у Wayback Machine.]— актор першого україномовного гумор-шоу "Вар'яти-шоу"
- Шерстій Володимир Михайлович (* 1960) — український художник-іконописець.